# 奥雷拉
奥雷拉，是西班牙阿拉贡自治区萨拉戈萨省的一个市镇。 总面积20平方公里，总人口117人（2001年），人口密度6人/平方公里。